# Mitsubishi FTO
La Mitsubishi FTO, il cui nome è l'abbreviazione per Fresh Touring Origination, è un'automobile coupé prodotta dalla Mitsubishi Motors Corporation per il mercato giapponese dal 1994 al 2000.
Annunciata nell'ottobre del 1994, quest'auto veniva costruita nell'industria di Mizushima e venduta soltanto in Giappone, anche se in seguito venne venduta anche nel Regno Unito e in Australia, seppure in distribuzione limitata.
Nella tradizione Mitsubishi il nome FTO rimanda alla Galant Coupe FTO, auto degli inizi anni settanta, sorella minore della Galant GTO.
Sia la produzione della FTO che della GTO/3000GT è finita nell'estate 2000, quando la Mitsubishi decise di non modificarle per adattarle ai severi crash test.

## Modelli
Tutte le FTO prodotte sono a trazione anteriore, con un motore a 4 cilindri in linea oppure un V6 montato trasversalmente. Il paraurti anteriore fu cambiato nel 1997, ma il resto del veicolo è rimasto pressoché identico ai precedenti modelli.
Una versione elettrica, la FTO-EV, fu prodotta nel 1998 come veicolo sperimentale. L'auto utilizzava batterie agli ioni di litio ad alte prestazioni e registrò un record di distanza percorsa con una ricarica di 24 ore.

### Versioni e motorizzazioni

#### Ottobre 1994 - Agosto 1997
- GS - 1800 cm³ 4 cilindri SOHC 16 valvole 125 bhp @ 6,000 rpm
- GR - 2000 cm³ V6 DOHC 24 valvole Multi Point Injection 170 bhp @ 7000 rpm
- GR Sports Package - 2000 cm³ V6 DOHC 24 valvole Multi Point Injection 170 bhp @ 7000 rpm
- GP (1996-7) - 2000 cm³ V6 DOHC 24 valvole MIVEC 200 bhp @ 7500 rpm
- GPX - 2000 cm³ V6 DOHC 24 valvole MIVEC 200 bhp @ 7500 rpm
- GPX Limited Edition (1995-6) - 2000 cm³ V6 DOHC 24 valvole MIVEC 200 bhp @ 7500 rpm

#### Agosto 1997 - Luglio 2001
- GS - 1800 cm³ 4 cilindri SOHC 16 valvole 125 bhp @ 6,000 rpm
- GX Sports Package - 2000 cm³ V6 DOHC 24 valvole Multi Point Injection 180 bhp @ 7000 rpm
- GX Sports Package Aero Series - 2000 cm³ V6 DOHC 24 valvole Multi Point Injection 180 bhp @ 7000 rpm
- GPX - 2000 cm³ V6 DOHC 24 valvole MIVEC 200 bhp @ 7500 rpm
- GP Version R - 2000 cm³ V6 DOHC 24 valvole MIVEC 200 bhp @ 7500 rpm
- GP Version R Aero Series - 2000 cm³ V6 DOHC 24 valvole MIVEC 200 bhp @ 7500 rpm

### GPX Limited Edition
Il 2 dicembre 1994, il comitato del "Japanese Car of the Year" annunciò che la sportiva FTO era stata designata come "auto dell'anno 1994-1995". Le ragioni della vittoria, a parte le sue performance come vettura sportiva, consistevano nel fatto che la FTO possedeva un telaio all'avanguardia e il cambio automatico INVECS-II modello sportivo. Dato che negli anni precedenti il premio era stato vinto soltanto da berline e che l'FTO era la prima sportiva ad aggiudicarselo dopo la Toyota MR2 nel 1984, la Mitsubishi, per festeggiare, decise di produrne un'edizione speciale limitata. Si riconosce facilmente per il suo colore, il "Dandelion Yellow", l'emblema "'94-95 Japan Car of the Year" e LSD, il differenziale a slittamento limitato, di serie. Ne sono state prodotte meno di cinquecento.

### Nakaya Tune FTO
La Nakaya-Tune FTO fu un'edizione limitata prodotta agli inizi del 1997, ne furono vendute solo 300. La vettura è stata modificata direttamente da Akihiko Nakaya, pilota della Taeivon FTO nel campionato giapponese granturismo, classe GT300 negli anni 1998-1999.
Le differenze principali sono gli scarichi Nakaya-Tune (Prof), pastiglie dei freni Nakaya-Tune(AP), spoiler Nakaya-Tune in fibra di carbonio, sospensioni Nakaya-Tune, ammortizzatori Nakaya-Tune (Ohlins)

## Cambio
I tipi di cambio disponibili sulla FTO erano un manuale a 5 marce o l'INVECS-II, la versione autorizzata dalla Mitsubishi del Tiptronic, il cambio semi-automatico delle Porsche. I primi modelli avevano un cambio a 4 rapporti, gli ultimi a 5, leggermente più robusti del tipo precedente.

### INVECS II
L'INVECS II è un cambio automatico controllato da un computer che può "imparare" lo stile di guida del conducente, utilizzando il software "Adaptive Shift Control". Non appena si inizia a guidare il computer inizia a monitorare lo stile, e dopo un po' di tempo imposta automaticamente i punti per ogni cambiata e scalata, rendendo più fluida la guida su strada.